# Schagges
Schagges ist eine Ortschaft und eine Katastralgemeinde der Gemeinde Unserfrau-Altweitra im Bezirk Gmünd in Niederösterreich mit 90 Einwohnern (Stand 1. Jänner 2024). Bis Ende 1970 war Schagges eine eigenständige Gemeinde.

## Geografie
Das nordwestlich von Unserfrau in einer Waldlichtung gelegene Dorf wird von der Landesstraße L71 durchquert und vom Schaggesbach zur Lainsitz hin entwässert. Im Westen erhebt sich der Kudelring (752 m ü. A.) über den Ort. Am 1. April 2020 umfasste die Ortschaft 55 Adressen.

## Geschichte
Die Entstehung des Ortes dürfte auf das 12. Jahrhundert zurückgehen. Im Jahr 1822 wurde der Ort als Dorf mit 30 Häusern genannt, das nach Unserfrau eingepfarrt war, wohin auch die Kinder eingeschult wurden. Die Herrschaft Weitra besaß die Ortsobrigkeit, übte die Landgerichtsbarkeit aus und besorgte die Konskription. Die Untertanen und Grundholde des Ortes gehörten den Herrschaften Weitra und Engelstein.
Laut Adressbuch von Österreich waren im Jahr 1938 in der Ortsgemeinde Schagges ein Gastwirt und mehrere Landwirte ansässig.
Im Rahmen der Niederösterreichischen Kommunalstrukturverbesserung trat die damalige Ortsgemeinde Schagges per 1. Jänner 1971 der Gemeinde Unserfrau-Altweitra bei.

## Siedlungsentwicklung
Zum Jahreswechsel 1979/1980 befanden sich in der Katastralgemeinde Schagges insgesamt 49 Bauflächen mit 21.963 m² und 20 Gärten auf 21.127 m² und auch 1989/1990 waren es 49 Bauflächen. 1999/2000 war die Zahl der Bauflächen auf 176 angewachsen und 2009/2010 waren es 102 Gebäude auf 178 Bauflächen.

## Bodennutzung
Die Katastralgemeinde ist land- und forstwirtschaftlich geprägt. 243 Hektar wurden zum Jahreswechsel 1979/1980 landwirtschaftlich genutzt und 238 Hektar waren forstwirtschaftlich geführte Waldflächen. 1999/2000 wurde auf 218 Hektar Landwirtschaft betrieben und 256 Hektar waren als forstwirtschaftlich genutzte Flächen ausgewiesen. Ende 2018 waren 214 Hektar als landwirtschaftliche Flächen genutzt und Forstwirtschaft wurde auf 255 Hektar betrieben. Die durchschnittliche Bodenklimazahl von Schagges beträgt 18,2 (Stand 2010).

## Kultur und Sehenswürdigkeiten
- Katholische Ortskapelle Schagges Vierzehn Nothelfer
- Im Süden des Ortes steht eine kreuzgratgewölbte Wegkapelle aus der zweiten Hälfte des 19. Jahrhunderts mit einem hohen Giebel.[7]